# Filmgalerie 451
Die Filmgalerie 451 ist eine deutsche Filmproduktionsfirma, die hauptsächlich Kinofilme produziert und Filme auf VoD und DVD vertreibt. Der Firmensitz ist Berlin.

## Firmengeschichte
Die Filmgalerie 451 wurde 1989 von Frieder Schlaich und Irene von Alberti in Stuttgart gegründet, zunächst als cineastische Videothek. Später wurden unter dem gleichnamigen Label auch Filme auf VHS und DVD veröffentlicht. Der Spielfilm Paul Bowles – Halbmond ist die erste Kinofilmproduktion. Mit dem Umzug nach Berlin 2001 kam ein Filmverleih für Arthouse-Filme dazu. Die Filmgalerie 451 vertreibt alle Filme von Roland Klick, Heinz Emigholz, Hans-Jürgen Syberberg (Deutsche Trilogie) und eine vom Arsenal kuratierte Filmreihe auf DVD. In den letzten Jahren hat die Filmgalerie 451 das Schlingensief-Filmarchiv aufgebaut, das sich um den filmischen Nachlass des 2010 verstorbenen Künstlers Christoph Schlingensief kümmert.

## Produktionen (Auswahl)
- 1995: Paul Bowles – Halbmond, Regie: Frieder Schlaich und Irene von Alberti
- 2003: Freakstars 3000, Regie: Christoph Schlingensief
- 2005: The African Twin Towers, Regie: Christoph Schlingensief
- 2005: Stadt als Beute, Regie: Irene von Alberti, Miriam Dehne und Esther Gronenborn, nach Texten von René Pollesch
- 2007: Gastmahl der Liebe, Regie Michelangelo Antonioni
- 2008: Diese Nacht, Regie: Werner Schroeter
- 2008: Tangerine, Regie: Irene von Alberti
- 2012: Weil ich schöner bin, Regie: Frieder Schlaich
- 2014: Three Stones for Jean Genet, Regie: Frieder Schlaich mit Patti Smith
- 2014: Roland Klick – The Heart is a Hungry Hunter, Regie: Sandra Prechtel, Dokumentarfilm
- 2016: August, Regie: Omer Fast
- 2016: Der traumhafte Weg, Regie: Angela Schanelec
- 2016: Continuity, Regie: Omer Fast
- 2017: Der Hauptmann, Regie: Robert Schwentke
- 2017: Der lange Sommer der Theorie, Regie: Irene von Alberti, nach dem gleichnamigen Sachbuch von Philipp Felsch
- 2017: Naomis Reise, Regie: Frieder Schlaich
- 2020: Schlingensief – In das Schweigen hineinschreien, Regie: Bettina Böhler
- 2020: Die letzte Stadt, Regie: Heinz Emigholz
- 2023: Seneca – Oder: Über die Geburt von Erdbeben, Regie: Robert Schwentke
- 2024: Die geschützten Männer, Regie: Irene von Alberti

## Auszeichnungen (Auswahl)
- 1995 Spielfilmpreis der deutschen Filmkritik Paul Bowles – Halbmond
- 1995 Grand Prix Europe & Grand Prix des jeunes comédiens: Festival of European Cinema, La Baule 1995 für Paul Bowles – Halbmond
- 2009: Filmkulturpreis Mannheim-Heidelberg für die Filmgalerie 451 für ihre hervorragende Programmarbeit auf dem Internationalen Filmfestival Mannheim-Heidelberg[1]
- 2013 Bronze Horse für den besten Film beim Internationalen Filmfestival von Stockholm für Weil ich schöner bin
- 2017: Auszeichnung mit dem Jurypreis für die Beste Kamera San Sebastián International Film Festival Der Hauptmann für Florian Ballhaus
- 2017 Filmpreis NRW beim Film Festival Cologne für den besten Spielfilm Der traumhafte Weg
- 2020 Special Jury Prize Dokumenta Madrid für Die letzte Stadt
- 2018 Nominierung Deutscher Filmpreis 2018 für den besten Spielfilm Der Hauptmann
- 2018: Bayerischer Filmpreis für Max Hubacher in Der Hauptmann
- 2020: Nominierung Deutscher Filmpreis 2020 für den besten Dokumentarfilm 2020 Schlingensief – In das Schweigen hineinschreien
- 2020: Gilde-Filmpreis bester Dokumentarfilm Schlingensief – In das Schweigen hineinschreien
- 2024: Programmpreis der DEFA-Stiftung[2]